# Kajmak

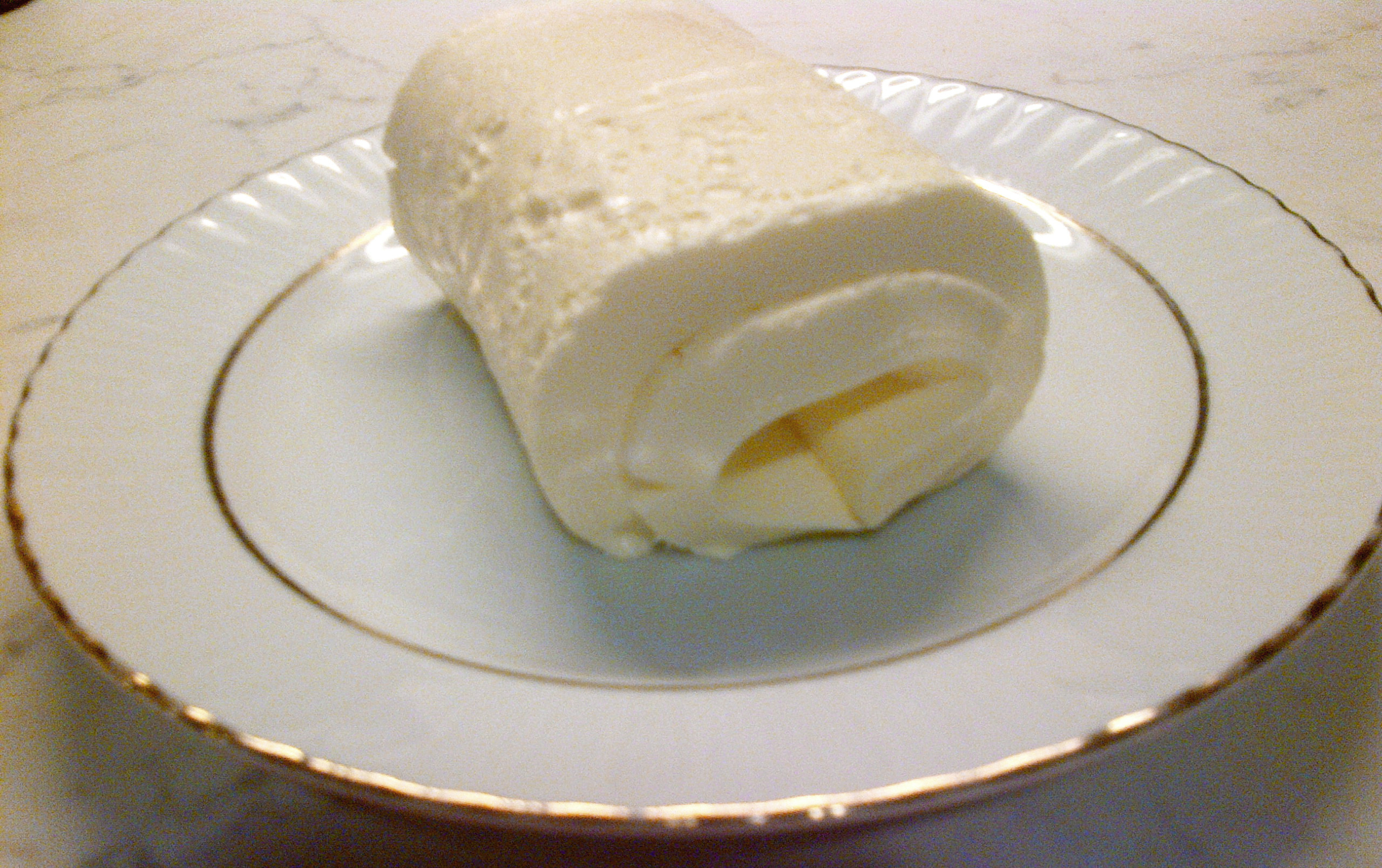
Turkse kaymak

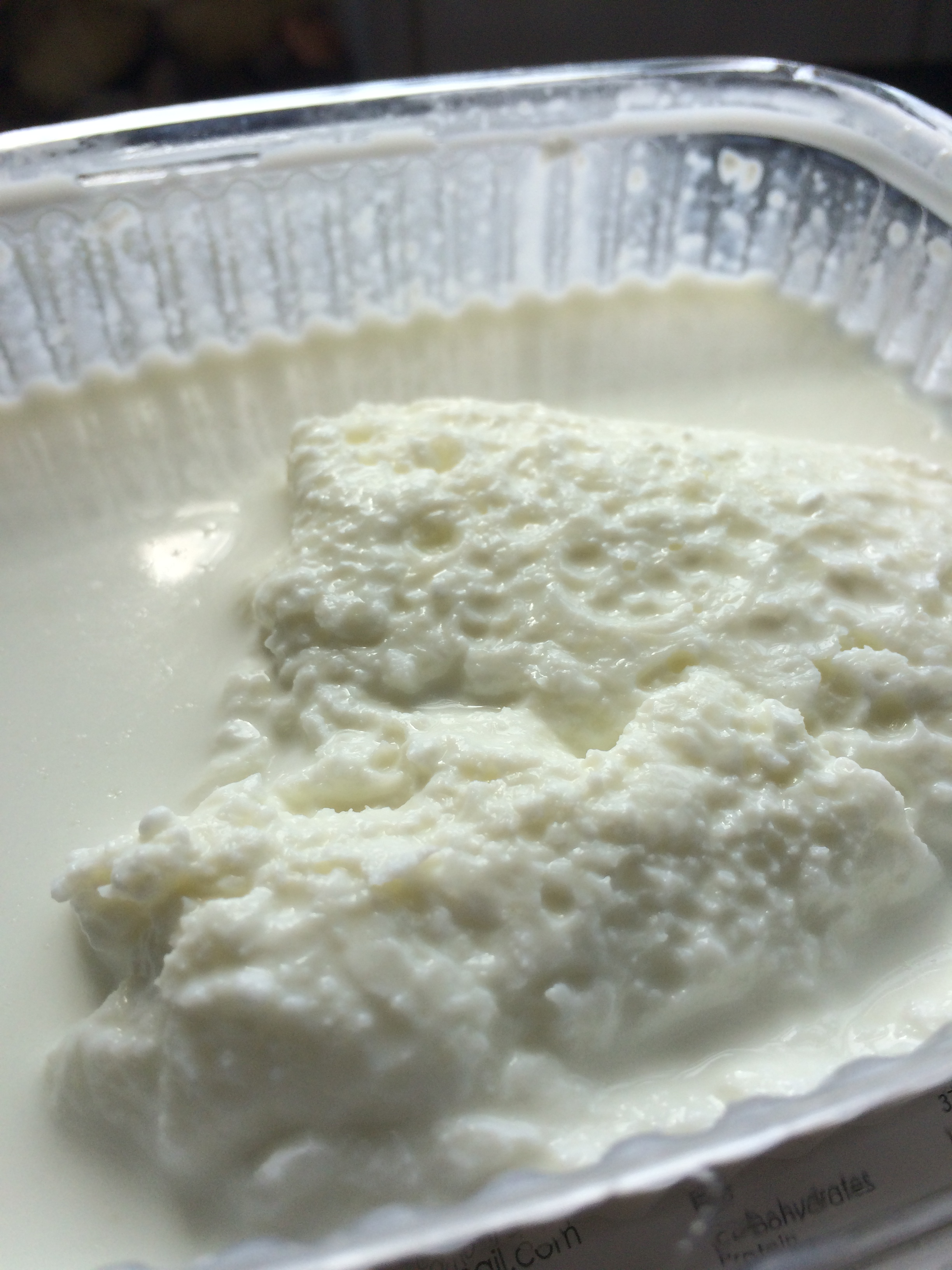
Iraakse gaimar gemaakt van waterbuffelmelk

Kajmak of kaymak is een romig zuivelproduct, vergelijkbaar met zure room, gemaakt en gegeten door heel het Midden-Oosten, Zuidoost-Europa, Centraal-Azië, Kirgizië, Kazachstan, Iran, Afghanistan, India en Turkije. Het wordt gemaakt van de melk van waterbuffels in het Oosten of van koeien in het Westen. 
De traditionele methode voor het maken van kajmak is om eerst de melk langzaam aan de kook te brengen, dan moet de melk nog ongeveer twee uur op een laag vuurtje doorkoken. Nadat de warmtebron is uitgeschakeld, wordt de bovenste laag van de melk (de room) eraf gehaald en deze laat men een aantal uur of zelfs een aantal dagen rusten (en langzaam fermenteren).
Kajmak bevat een hoog percentage melkvet, gewoonlijk ongeveer 60%. Het heeft een dikke, romige consistentie en een rijke, licht zure smaak, dit hangt af van hoelang het product heeft gerijpt.

## Zuidoost-Europa
Kajmak wordt vrijwel altijd kleinschalig op en op detraditionele manier bereid. De beste kwaliteit komt van rundveehouderijen die hoog in de bergen zijn gevestigd. Industriële productie is beperkt en wordt gezien als minder van kwaliteit. Kajmak kan ook rijpen in zakken die gemaakt zijn van dierenhuid, deze variant wordt 'skorup' genoemd.
Het melkproduct wordt meestal gegeten als voorgerecht, maar ook als smaakmaker in gerechten. Het meest eenvoudige recept is 'lepina sa kajmakom' (vers brood gevuld met kajmak), dit wordt gegeten als ontbijt of fastfood. Bosniërs, Serviërs, Montenegrijnen en Macedoniërs beschouwen het als een nationale maaltijd. Andere traditionele gerechten met kajmak omvatten 'pljeskavica sa kajmakom', dat is de Balkan-versie van een hamburger gegarneerd met gesmolten kajmak. Ook is er 'ribić u kajmaku', rundvlees met kajmak.

## Turkije en het Midden-Oosten
Kajmak was vanouds populair in Turkije. In de moderne Turkse keuken vindt het minder toepassing. De beste Turkse kajmak komt uit de regio Afyonkarahisar.Traditioneel wordt het gegeten met gebak, honing of als vulling in pannenkoeken. In Afghanistan wordt kajmak of 'qymaq' gebruikt als broodbeleg op naan. Bij speciale gelegenheden wordt er thee mee gemaakt, 'gymaq chai' is groene thee met bakpoeder, melk en als topping qymaq. 